# لبنى العمير
لبنى العمير (14 أبريل 1987) مبارزة سعودية. نافست في بطولة المبارزة للسيدات ضمن دورة الألعاب الأولمبية الصيفية 2016.
لبنى العمير من مدينة الخبر، المملكة العربية السعودية. يبلغ طولها 1.52 مترا، ووزنها 45 كجم.
تعتبر أول امرأة سعودية تشارك في رياضة المبارزة في الأولمبياد.
خسرت في الجولة الأولى بنتيجة 15-0، أمام المبارزة البرازيلية تايس روشيل، واحتلت المرتبة 80 في العالم. إستغرقت المباراة دقيقة و 44 ثانية.

## روابط خارجية
- لبنى العمير على موقع الاتحاد الدولي للمبارزة (الإنجليزية)
- لبنى العمير على موقع اللجنة الأولمبية الدولية (الإنجليزية)
- لبنى العمير على موقع أوليمبيديا (الإنجليزية)